# Tetrapareza
Tetrapareza – częściowa utrata zdolności wykonywania ruchów spontanicznych we wszystkich czterech kończynach.